# Rio de Is Abius
Il rio de Is Abius è un piccolo torrente che scorre, nel sud della Sardegna. Il toponimo is abius fa riferimento ad uno dei nomi sardi dell'ontano nero.

## Percorso
Il torrente si forma sulle pendici settentrionali del monte Genna Strinta, nella catena dei Monti del Sulcis; nel suo breve tratto in direzione nordest, scorre in una valle compresa fra l'alto corso del rio Camboni a ovest e quello del rio Marroccu de Siliqua a est, raccogliendo le acque di deflusso dei rilievi collinari (300–500 m di altitudine) dislocati a ovest della catena che collega Genna Strinta al monte Arcosu. È un affluente del Rio Camboni.

## Bacino idrografico
Il suo bacino idrografico, dalla conformazione piuttosto stretta, è composto da brevi ruscelli e torrenti alimentati nei periodi piovosi. Gli affluenti con una denominazione propria, riportati sulle carte IGM, sono il  riu Genna de Arena (lunghezza 970 m) e il  Gutturu Mortu (lunghezza 500 m), entrambi confluenti da destra. A sua volta il Gutturu Mortu riceve da sinistra le acque di un rivo denominato  S'Arriu de s'Arcu s'Arena, lungo circa 860 metri.

## Cartografia di riferimento
- Cartografia Piano Paesaggistico Regionale, in Sardegna 2D. URL consultato il 16-07-2007 (archiviato dall'url originale il 29 giugno 2007). (Ortofoto IT2006, scala 1:2000, collegata a cartografia IGM e carta idrografica della Sardegna)
- Tavolette IGM (scala 1:25000): Foglio 556, Sezioni II (Assemini) e III (Monte Rosas); Foglio 565, Sezioni I (Capoterra) e IV (Narcao).